# Michael Sánchez Bozhulev
Michael Robertovitch Sánchez Bozhulev (en russe : Майкл Робертович Санчес) est un joueur cubain de volley-ball, né le 5 juin 1986 à Poltava (oblast de Poltava, alors en Union Soviétique). Il mesure 2,06 m et joue attaquant. Il totalise 38 sélections en équipe de Cuba.

## Biographie
Il est né en Union Soviétique, où son père, militaire cubain, était alors en manœuvres conjointes.

## Clubs
| Club                      | De        | À         |
| ------------------------- | --------- | --------- |
| Ciudad Habana             | 2001-2002 | 2010-2011 |
| Lokomotiv Novossibirsk    | 2011-2012 | 2011-2012 |
| Fakel Novy Ourengoï       | 2012-2013 | 2012-2013 |
| Incheon Korean Air Jumbos | 2013-2014 | ...       |

## Palmarès

### Club
- Coupe de Russie (1)
  - Vainqueur : 2011

### Distinctions individuelles
- Meilleur joueur de la coupe de Russie 2011